# Сереброво (озеро)
Сереброво — озеро в Кривандинском сельском поселении Шатурского района Московской области. Относится к группе Туголесских озёр.

## Физико-географическая характеристика
Озеро, предположительно, ледникового происхождения.
Площадь — 0,03 км² (3 га), длина — около 240 м, ширина — около 140 м. Для озера характерны отлогие, низкие берега. Прибрежная зона заболочена.
Глубина — 0,5-3 м, максимальная глубина достигает 3 м. Дно котлованное, илистое. Вода полупрозрачная, торфяная с коричневой окраской. Видимость от 40 см до 1 м.
Зарастаемость озера 90 %. Среди водной растительности распространены камыш, жёсткий тростник, рдесты, элодея, кубышка, кувшинка, осоки, стрелолист, также встречается канадский рис, ряска и земноводная гречиха. В озере обитают щука, окунь, карась, плотва, вьюн, линь, ёрш, язь, ротан, редко попадается карп.
Озеро используется для рыболовства и охоты на уток.